# Valentina Ciprianiová
Valentina Ciprianiová (* 8. dubna 1983 Řím, Itálie) je bývalá italská sportovní šermířka, která se specializovala na šerm fleretem. Itálii reprezentovala v prvním desetiletí jednadvacátého století. V roce 2005 obsadila třetí místo na mistrovství Evropy v soutěži jednotlivkyň. S italským družstvem fleretistek vybojovala v roce 2005 titul mistryň Evropy.